# 9146 Tulikov
9146 Tulikov este un asteroid din centura principală de asteroizi.

## Descriere
9146 Tulikov este un asteroid din centura principală de asteroizi. A fost descoperit pe 16 decembrie 1976 la Observatorul astrofizic din Crimeea de Liudmila Cernîh. El prezintă o orbită caracterizată de o semiaxă mare de 2,45 ua, o excentricitate de 0,04 și o înclinație de 7,0° în raport cu ecliptica.